# آفتابکاران جنگل
آفتابکاران جنگل که به سر اومد زمستون هم معروف است، نام یکی از سرودهای انقلابی ایران است که در دوران انقلاب ۵۷ در آلبومی به نام «شراره‌های آفتاب» توسط سازمان چریک‌های فدایی خلق ایران منتشر و بسیار مشهور شد. این سرود به واقعه سیاهکل اشاره دارد.
متن این ترانه را سعید سلطان‌پور سرود و موسیقی آن با الهام از یک ترانهٔ فولکلور ارمنی با نام ساری سیرون یار sari sirun yar (یار زیبای کوهستان) توسط مهرداد بران هارمونیزه و تنظیم شد که با صدای داوود شراره‌ها و همراهی گروه کر انجمن دانشجویان ایرانی واشینگتن اجرا شده است.

## بازخوانی
سرود آفتابکاران جنگل بارها توسط خوانندگان گوناگون مانند شقایق کمالی، شاهکار بینش‌پژوه، نیما مسیحا، پری زنگنه و… بازخوانی شده است. همچنین در کمپین انتخاباتی میرحسین موسوی برای انتخابات ریاست‌جمهوری سال ۱۳۸۸ از بازخوانی این سرود استفاده شده بود. پس از انتخابات، در اعتراض به سخنان محمود احمدی‌نژاد برندهٔ انتخابات که معترضان به نتیجهٔ اعلامی را «چهار تا خس و خاشاک» نامید، برداشت تازه‌ای از آن به نام «نه خارم نه خاشاک» خوانده و در اینترنت منتشر شد.

## سرود
سر اومد زمستون
شکفته بهارون
گل سرخ خورشید باز اومد و شب شد گریزون
گل سرخ خورشید باز اومد و شب شد گریزون
کوه‌ها لاله‌زارن
لاله‌ها بیدارن
تو کوه‌ها دارن گل گل گل آفتابو می‌کارن
تو کوه‌ها دارن گل گل گل آفتابو می‌کارن
توی کوهستون
دلش بیداره
تفنگ و گل و گندم
داره می‌یاره
توی سینه‌اش جان جان جان
توی سینه‌اش جان جان جان
یه جنگل ستاره داره
جنگل
یه جنگل ستاره داره
سر اومد زمستون
شکفته بهارون
گل سرخ خورشید باز اومد و شب شد گریزون
گل سرخ خورشید باز اومد و شب شد گریزون
لبش خندهٔ نور
دلش شعلهٔ شور
صداش چشمه و
یادش، آهوی جنگل دور
توی کوهستون
دلش بیداره
تفنگ و گل و گندم
داره می‌یاره
توی سینه‌اش جان جان جان
توی سینه‌اش جان جان جان
یه جنگل ستاره داره
جنگل
یه جنگل ستاره داره.